# Румена войвода
Румена Георгиева Павлова е българска хайдутка от средата на XIX век, действала в Осогово.

## Биография
Родена е в село Гюешево около 1829 година на Рамна нива, по пътя Кюстендил – Скопие. И татко ѝ Георги и дядо ѝ Павле са земеделци, но се занимават и с харамийство. Известно време са и дервентджии. Паланечкият каймакамин неуспешно се опитва да я отвлече и на 14 години Румена е оженена за Георги Шопо, с когото имат син Андон. Румена се опитва да постъпи в четата на Ильо войвода, която отсяда в Гюешево. Заради това е заловена от турците и бесена с главата надолу.
В 1858 година Румена убива един турчин, който я задиря и забягва в гората със Стоян от Кръкля, който ѝ става байрактар. Събира дружина от 15-ина души, които се заклеват в Осоговския манастир. Сред четниците ѝ са Цветко от Узем и Витко, който става талисман на четата. Румена създава широка мрежа от ятаци, между които дори и каракачани – Яно кехая и турци – Афуз ага, Абаз бей. За кратко време убива няколко зулумаджии, като Адем харамия и Дервиш цар. Името ѝ се прочува. Турците се опитват да я заловят с предателство чрез приятелката ѝ Дуда от Станци, но Румена разкрива плана и сама убива Дуда. В четата настъпва разделение, тъй като двама четници Спасе и Милко се опитват да я вземат за любовница, а самата Румена влиза в любовни отношения със Стоян Кръкленски. От него тя ражда син Карамфилко, даден за отглеждане на сестрата на Стоян в Грамаждано. Четата е обградена в Плачковица над Виница, но през нощта Румена успява да направи пробив.
След като Витко напуска четата, за да се лекува, вярата у хайдутите се разколебава и след като Стоян не допуска Румена да замине с Ильо войвода за Белград, четата се разпада.
Версиите за смъртта на Румена войвода са две. Според едната убита е в 1862 година заедно с байрактаря си след предателство от Спасе и Милко. Според други сведения двамата оцеляват, заминават за Австро-Унгария, и се заселват в град Арад или Букурещ, в днешна Румъния, където остават до края на живота си.
За нея е народната песен, в която се пее:
| „ | Румена мома войвода, турнала пръстен във бука. – Който си пръстен удари, той ще войвода да бъде. Румена пръстен удари. – Хайдете, момци, със мене, със мене, момци, при мене, я ще ви водим войвода! | “ |

## Памет
На Румяна войвода е наречена улица в квартал „Хаджи Димитър“ в София (Карта).
В 1972 година е обявена за почетна гражданка на Кюстендил.
Ледник Румяна войвода в Антарктика носи името на хайдутката.
На 13 януари 2017 година е премиерата на филма „Воевода“, който ползва като сюжетна линия живота на Румена войвода.